# Thamnophis ordinoides
Thamnophis ordinoides är en orm i familjen snokar som förekommer i västra Nordamerika.
De flesta exemplar når en längd upp till 60 cm och några individer blir 96 cm långa.
Artens färgsättning varierar mycket. Allmänt har Thamnophis ordinoides en svart, brun eller olivgrön grundfärg. Kroppens färger är ofta ordnade i längsgående strimmor. Dessutom förekommer vanligen många punkter i alla tänkbara färger. Undersidan är ofta ljus men några exemplar har svarta eller röda fläckar på undersidan. En ljus övre läpp skiljer arten från andra släktmedlemmar.
Utbredningsområdet sträcker sig från södra British Columbia i Kanada över delstaterna Washington och Oregon till nordvästra Kalifornien. Denna strumpebandssnok hittas även på Vancouverön och på flera mindre öar i regionen. Den vistas i låglandet och i bergstrakter upp till 1680 meter över havet. Individer hittas oftast på ängar, på skogsgläntor och vid kanten av buskansamlingar.
Thamnophis ordinoides kravlar främst på marken men den har simförmåga. Den gömmer sig för vinterdvalan i djupa bergssprickor eller i raskäglor. Parningen sker vanligen under våren och sällsynt under hösten. Honor lägger inga ägg utan föder 3 till 20 ungar per tillfälle. Födan utgörs huvudsakligen av daggmaskar och andra maskar. Arten äter även sniglar, grodor och små ägg.
Denna strumpebandssnok jagas av mårddjur och olika rovlevande fåglar. Ormens varierande färger gör det svårt för fienden att tolka ormens rörelser och de utgör därför en sorts kamouflage.
För beståndet är inga hot kända. IUCN listar arten som livskraftig (LC).